# AR-A000002
AR-A000002 je lek, koji jedno od prvih jedinjenja razvijenih da deluje kao selektivni antagonist za serotoninski receptor , sa približno 10x većom selektivnošću za  u odnosu na srodni  receptor. Bilo je pokazano da proizvodi održivo povećanje nivoa serotonina u mozgu, i da ima anksiolitsko dejstvo u životinjskim studijama.